# Thirumangalam
Thirumangalam é uma cidade e um município no distrito de Madurai, no estado indiano de Tamil Nadu.

## Geografia
Thirumangalam está localizada a 9° 49′ N, 77° 59′ L. Tem uma altitude média de 12 metros (39 pés).

## Demografia
Segundo o censo de 2001,  Thirumangalam  tinha uma população de 43,371 habitantes. Os indivíduos do sexo masculino constituem 50% da população e os do sexo feminino 50%. Thirumangalam tem uma taxa de literacia de 80%, superior à média nacional de 59.5%: a literacia no sexo masculino é de 85% e no sexo feminino é de 75%. Em Thirumangalam, 10% da população está abaixo dos 6 anos de idade.